# Савино (Торопецкий район)
Савино — деревня в Торопецком районе Тверской области. Входит в состав Плоскошского сельского поселения.

## Этимология
Название деревни происходит от мужского имени Сава — Савелий.

## История
На топографической карте Фёдора Шуберта 1867 — 1906 годов обозначено сельцо Савино.
На карте РККА 1923 — 1941 годов обозначена деревня Савина. Имела 8 дворов.
За время Великой Отечественной войны число погибших жителей деревни составило 13 человек.
В 1945 году в Савино имелось 32 хозяйства и проживало 109 человек.

## География
Деревня расположена в 100 метрах к востоку от автодороги 28К-1786 Торопец — Плоскошь; в 6 километрах от Плоскоши. Находится на берегу ручья Строганец (бассейн Канашевки). Ближайший населённый пункт — деревня Ермишенки.
Климат
Деревня, как и весь район, относится к умеренному поясу северного полушария и находится в области переходного климата от океанического к материковому. Лето с температурным режимом +15…+20 °С (днём +20…+25 °С), зима умеренно-морозная −10…−15 °С; при вторжении арктических воздушных масс до −30…-40 °С.
Среднегодовая скорость ветра 3,5—4,2 метра в секунду.

## Население
| 2010 |
| ---- |
| 1    |

По данным переписи 2002 года, в деревне проживало 16 человек.
Национальный состав
Согласно результатам переписи 2002 года русские составляли 100 % населения деревни.